# オレンジGGN
オレンジGGN(Orange GGN)は、着色料として用いられる物質である。1-(m-スルホフェニルアゾ)-2-ナフトール-6-スルホン酸の二ナトリウム塩である。ヨーロッパでは、E番号111が付けられているが、1978年1月1日以降、食品への利用が禁止された（EU指令76/399/EEC）。国際食品規格委員会の食品添加物リストに登録されたことはない。毒物学的データが有害であることを示しているため、一般的に食品への利用は禁止されている。
オレンジGGNとサンセットイエローFCFの吸収スペクトルは、可視光及び紫外線領域でほぼ相同だが、赤外線領域で区別される。